# Шнайдер, Штурм Ганс
Шнайдер Штурм Ганс (1893, Вена — 1952) — сотрудник германской военной разведки. Уроженец Вены.
Образование-незаконченное высшее. По профессии — торговец.
В 1915—1919 гг. служил в австрийской армии в чине унтер-офицера. Шифровальщик-радист в немецком разведывательном органе «Люфтмельдекомпф Зюдост».
Арестован органами «Смерш» в Вене 28 июля 1945 г. По решению Особого совещания при НКВД СССР от 29 декабря 1945 года по обвинению в совершении преступлений, предусмотренных ст. 58-6 ч. I УК РСФСР (шпионаж), заключен в ИТЛ на 10 лет. Во изменение этого постановления по решению Особого совещания при МГБ СССР от 2 февраля 1952 г. неотбытый срок наказания заменен тюремным заключением.
Умер 29 го сентября 1952 г. в Верхнеуральской тюрьме от «ослабления сердечной деятельности на почве декомпенсации сердца».
Реабилитирован по решению Главной прокуратуры РФ от 18 июля 2001 г.